# Eumenes celonitiformis
Eumenes celonitiformis är en stekelart som beskrevs av Giordani Soika. Eumenes celonitiformis ingår i släktet krukmakargetingar, och familjen Eumenidae. Inga underarter finns listade i Catalogue of Life.